# Иво Ивановски
Иво Ивановски (на македонска литературна норма: Иво Ивановски) е политик от Северна Македония от ВМРО-ДПМНЕ.

## Биография
Роден е на 10 януари 1978 година в град Битоля, тогава в Социалистическа федеративна република Югославия. През 2001 година завършва компютърни науки в Щатския университет в Охайо. През 2003 завършва магистратура по информатика в Университета Франклин. На 21 декември 2006 година е назначен за министър без ресор, отговарящ за развитието на информационното общество. От 1 август 2008 г. е първи министър на информационното общество на Република Македония. През лятото на 2015 г. подава оставка от поста, която е приета от Събранието през септември 2015 г..